# إيفو رودريغوس
إيفو رودريغوس هو عداء مراثوني برازيلي، ولد في 15 أكتوبر 1960.

## وصلات خارجية
- إيفو رودريغوس على موقع الاتحاد الدولي لألعاب القوى (الإنجليزية)
- إيفو رودريغوس على موقع أوليمبيديا (الإنجليزية)